# Thomas M. Cover
Thomas M. Cover (San Bernardino, 1938. augusztus 7. – Palo Alto, 2012. március 26.) amerikai információelméleti szakember és professzor a Stanford Egyetem Villamosmérnöki és Statisztikai Tanszékén. Szinte egész pályafutását az információelmélet és a statisztika kapcsolatának szentelte.

## Életpályája
A MIT-en végzett fizikát 1960-ban. A Stanford Egyetemen doktorált 1964-ben elektrotechnikából. 
Cover az IEEE Information Theory Society (IEEE Információelméleti Társaság) elnöke volt, valamint az Institute of Mathematical Statistics és az Institute of Electrical and Electronics Engineers munkatársa. 1972-ben Broadcast Channels című dolgozatáért megkapta a Kiemelkedő Információelméleti Díjat, 1990-ben megkapta a rangos Shannon-díjat, 1997-ben pedig az [IEEE Richard W. Hamming-érmet, 2003-ban pedig az Amerikai Művészeti és Tudományos Akadémia tagjává választották.
A Stanford Egyetem villamosmérnöki és statisztikai professzoraként 48 éves pályafutása során 64 doktori hallgató szerzett nála PhD fokozatot. Több mint 120 tanulmányt írt az információelmélet, a statisztikai bonyolultság, a mintafelismerés és a portfólióelmélet témakörében. Joy A. Thomas társszerzővel megjelentette az Elements of Information Theory (Wiley, 1991)  című könyvet, amely 1991-es első kiadása óta a téma legszélesebb körben használt tankönyvévé vált. Társszerkesztője volt (G. Gopinath-tal) az  Open Problems in Communication and Computation (Springer, 1987) című könyvnek.

## Fordítás
- Ez a szócikk részben vagy egészben  a   Thomas M. Cover című angol Wikipédia-szócikk fordításán alapul.  Az eredeti cikk szerkesztőit annak laptörténete sorolja fel. Ez a jelzés csupán a megfogalmazás eredetét és a szerzői jogokat jelzi, nem szolgál a cikkben szereplő információk forrásmegjelöléseként.